# ESSEC Business School

ESSEC Business School is een Europese businessschool die over vijf campussen beschikt: in Frankrijk in Cergy en La Défense, in Singapore, in Marokko in Rabat en in Mauritius. De school werd gesticht in 1907. Het is een gekende Franse Grande école.
In 2015 plaatste de Financial Times ESSEC als 16e in de rangschikking van European Business Schools. In 2016 werd haar Master in Management-programma als derde van de wereld geklasseerd. De Executive MBA van ESSEC werd wereldwijd als 45e geklasseerd. De programma’s van de school zijn geaccrediteerd door de 3 internationale labels die de kwaliteit van de geboden opleidingen garanderen : AMBA, EQUIS, and AACSB. De school heeft bekende alumni in de zakelijke en politieke wereld, zoals Enrique Barón Crespo (Spaans politicus), Marie-Christine Lombard (Franse zakenvrouw) en Guy Degrenne (Franse ondernemer).
Directeur Jean-Michel Blanquer werd in juni 2017 minister van Onderwijs in de regering-Philippe I.